# Les Amoureux
Les Amoureux è un film del 1994 diretto da Catherine Corsini.
È stato presentato alla Quinzaine des Réalisateurs del 47º Festival di Cannes.

## Trama
Viviane torna nel suo villaggio natale di Monthermé dopo otto anni d'assenza, ritrovando i genitori e soprattutto il fratellastro più giovane, il quindicenne Marc, che è cresciuto idolatrandola per la sua attitudine indipendente e spensierata, dato anche che sta scoprendo la propria omosessualità. Lo prende sotto la sua ala protettrice, ma lui rimarrà deluso nello scoprire che, nonostante le apparenze, Viviane non ha amor proprio quando si tratta delle sue relazioni sentimentali.